# ريتشارد بورتنوو
ريتشارد بورتنوو (بالإنجليزية: Richard Portnow)‏ هو ممثل أمريكي، ولد في 26 يناير 1947 ببروكلين في الولايات المتحدة.

## أعمال

### أفلام
- (1987) صباح الخير يا فيتنام
- (1988) التؤام[4]
- (1995) سبعة[5]
- (1998) الخوف والبغض في لاس فيغاس[6]
- (1999)  الطريق للساموراي[7]
- (2009) مواطن ملتزم بالقانون[8]
- (2012) هتشكوك[9]
- (2013) الفتى العجوز[10]
- (2015) ترامبو[11]

### مسلسلات
- جاغ
- ذا غود وايف
- كاسل
- كولد كيس
- هاواي فايف أو

## وصلات خارجية
- ريتشارد بورتنوو على موقع IMDb (الإنجليزية)
- ريتشارد بورتنوو على موقع قاعدة بيانات الأفلام العربية
- ريتشارد بورتنوو على موقع ألو سيني (الفرنسية)
- ريتشارد بورتنوو على موقع أول موفي (الإنجليزية)
- ريتشارد بورتنوو على موقع قاعدة بيانات برودواي على الإنترنت (الإنجليزية)
- ريتشارد بورتنوو على موقع قاعدة بيانات الأفلام السويدية (السويدية)
- ريتشارد بورتنوو على موقع إن إن دي بي (الإنجليزية)
- ريتشارد بورتنوو على موقع قاعدة بيانات الفيلم (الإنجليزية)
- ريتشارد بورتنوو على موقع كينوبويسك (الروسية)